# Lisa Ann Jacquin
Lisa Ann Jacquin (Tucson, 22 de fevereiro de 1962) é uma ginete estadunidense, especialista em saltos, medalhista olímpica. 

## Carreira
Lisa Ann Jacquin representou seu país nos Jogos Olímpicos de 1988 e 1992, na qual conquistou a medalha de prata nos salto por equipes em 1988.